# Исхак-хан Караи
Исхак-хан Караи (азерб. İshaq xan Karayi),  (1743—1816) — хан Торбата (1775 — 1816).

## Биография
В 1735 году Надир-шах собрал около 4000 кара-татарских семей и поселил их в окрестностях городов Торбат-е Хайдарийе и Хаф, поставив над ними начальником Наджафали Кули-хан Кара Татара.
Исхак-хан происходил из племени Караи и был родственником Наджаф Кули-хана.
После смерти Наджаф Кули-хана в 1775 году стал правителем Торбете-Хейдерие.
Первым шагом в созидательной деятельности Исхак-хана было строительство крепости Зейва.
Исхак-хан занялся реконструкцией и развитием Торбете-Хейдерие и внес в структуру города такие изменения, что он в течение долгого времени был известен как Торбат Исхак-хана. Во время двух современных революций Ирана, т.е. конституционной революции (1906 г.) и исламской революции (1979 г.), Торбат-Хейдария был одним из ведущих городов Ирана в борьбе с деспотизмом. Торбат-Хейдария расположен в 140 км к югу от Мешхеда, в 1005 километрах от Тегерана. Площадь города составляет 53 квадратных километра, а высота - 1333 метров над уровнем моря.
Умер 8 июля 1816 году. Погребен в Мешхеде в мавзолее.